# 55576 Amycus
55.576 Amycus /ˈæmɪkəs/ là một hành tinh vi hình được NEAT tại Palomar phát hiện ngày 08 Tháng Tư 2002.
Hành tinh nhỏ được đặt tên theo Amycus, một nhân mã nam trong thần thoại Hy Lạp.
Nó đã đến điểm cận nhật vào tháng 2 năm 2003. Dữ liệu từ Kính viễn vọng Không gian Spitzer cho đường kính 76,3±12,5 km.
Hiện tượng che khuất tiểu hành tinh có xác suất thấp của sao UCAC2 17967364 với cấp sao biểu kiến là +13,8 là có thể là vào ngày 11 tháng 2 năm 2009. Một sự kiện khác liên quan đến một ngôi sao có cấp sao biểu kiến là +12,9 xảy ra vào ngày 10 tháng 4 năm 2014 vào khoảng 10:46 Giờ quốc tế, có thể nhìn thấy đối với các nhà quan sát ở phía tây nam Hoa Kỳ và phía tây Mexico.

## Gần 3: 4 cộng hưởng với Sao Thiên Vương
Amycus (2002 GB10) nằm ở khoảng cách 0,009 AU của cộng hưởng 3:4 của Sao Thiên Vương và được ước tính có chu kỳ quỹ đạo dài khoảng 11,1 triệu năm.

Bình động thất bại (chuyển động cộng hưởng) của Amycus.